# Alia Al-Saji
Alia Al-Saji es profesora James McGill de Filosofía en la Universidad McGill.  Su trabajo se centra en poner en diálogo la fenomenología del siglo XX y la filosofía francesa con las teorías feministas y raciales críticas.  Al-Saji cree que la fenomenología feminista debe adoptar un enfoque interseccional en su trabajo, uno que dé cuenta del hecho de que el género no puede tratarse en el vacío, aparte de otros ejes de opresión. 

## Educación y carrera
Al-Saji recibió una licenciatura de la Universidad McMaster en 1993, una maestría en filosofía de KU Leuven en 1995 y un doctorado en filosofía de la Universidad Emory en 2002.  Después de recibir su doctorado, Al-Saji aceptó un puesto docente en la Universidad McGill, institución en la que todavía se encuentra.  Durante su estancia en McGill (y anteriormente, como estudiante de posgrado), Al-Saji publicó varios artículos en revistas revisadas por pares.  También está trabajando en un manuscrito, titulado provisionalmente El tiempo de la diferencia: pensar en la memoria, la percepción y la ética con Bergson y Merleau-Ponty. 
Al-Saji es editora de la sección de filosofía feminista de la revista Philosophy Compass.  Es coeditora de los Simposios sobre Género, Raza y Filosofía. Al-Saji ha obtenido varias becas, incluida una en el Instituto de Estudios Avanzados de la Universidad de Durham en 2012, donde llevó a cabo investigaciones relacionadas con el tema del tiempo,  y otra en la Fundación Camargo en Cassis, Francia. 

## Áreas de investigación
Gran parte del trabajo de Al-Saji ha representado un esfuerzo por forjar vínculos entre la fenomenología del siglo XX y la filosofía francesa y las teorías feministas y raciales críticas.  Un tema importante de su trabajo ha sido la cuestión del tiempo.  La investigación de Al-Saji tiene dos vías distintas: la primera analiza cuestiones de encarnación, memoria e intersubjetividad, y la segunda intenta desarrollar una fenomenología del "racismo cultural", especialmente a través del análisis feminista de la representación de las mujeres musulmanas en los contextos occidentales modernos. .   El trabajo de Al-Saji se ha referido al trabajo de muchos estudiosos anteriores a ella, incluidos Henri Bergson,   Edmund Husserl,  Maurice Merleau-Ponty,  Jean Paul Sartre,  y muchos otros. aunque su trabajo se ha centrado principalmente en Bergson y Merleau-Ponty.  